# Fedora (ime)
Fedora je  žensko osebno ime.

## Izvor imena
Ime Fedora je različica moškega osebnega imena Fedor.

## Pogostost imena
Po podatkih Statističnega urada Republike Slovenije je bilo na dan 31. decembra 2007 v Sloveniji število ženskih oseb z imenom Fedora manjše kot 5 ali pa se to ime sploh ni uporabljalo.

## Osebni praznik
V koledarju je ime Fedora zapisno skupaj z imenoma Fedor in Teodor.